# Jeanne-Élisabeth Labatte
Jeanne-Élisabeth Labatte est une actrice française née en 1702 et décédée le 25 mai 1767.

## Biographie
Elle débute à la Comédie-Française en 1721. 
Sociétaire de la Comédie-Française en 1722. 
Retraitée en 1733.